# Girolle

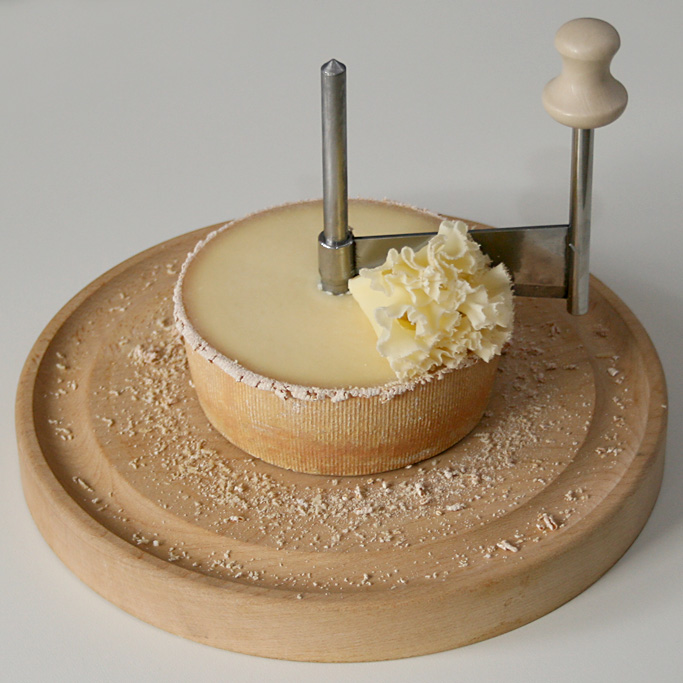
Girolle

De girolle is een apparaat dat speciaal is ontwikkeld voor het schaven van de kaas Tête de Moine.
Het schaven van de Tête de Moine gebeurde voorheen met een mes. De uit het Zwitserse Lajoux afkomstige Nicolas Crevoisier ontwierp de Girolle. Het apparaat bestaat uit speciaal houten bord met in het midden een pin die door het midden van de kaas wordt gestoken en een rond die pin draaiend verticaal mes. De kaas wordt daartoe eerst gehalveerd. Met dit keukengerei is het maken van de kenmerkende rozetjes veel eenvoudiger geworden dan het was met een gewoon mes.
De girolle is sinds 1982 in productie, nadat in 1981 patent was verleend.